# Miesbacher Tracht

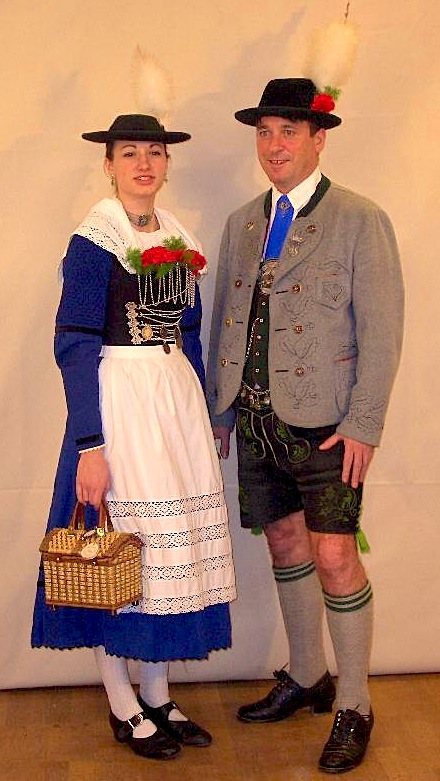
Miesbacher Tracht aus der Münchner Umgebung

Die Miesbacher Tracht ist eine in Bayern sehr verbreitete Tracht. Sie ist benannt nach Miesbach, das als Wiege der Trachtenbewegung gilt.
Dabei ist die Miesbacher Tracht kein historisches Gewand im wissenschaftlichen Sinne. Sie hat sich erst um 1900 mit der Verbreitung der Trachtenvereine aus verschiedenen historischen Strömungen im bayerischen Oberland um Miesbach herausgebildet. Längst ist die Miesbacher Tracht zu einem weltweiten Symbol für Bayern, aber auch Deutschland geworden. Die Miesbacher Tracht ist heute in ganz Bayern zu Hause. Im Oberland und in München und Umgebung ist sie am stärksten vertreten.
Waren bis 1950 die Trachten innerhalb eines Vereins noch in groben Zügen verschieden, setzte mit dem Wirtschaftswachstum eine Art Uniformierung ein. Zuvor mussten viele Teile der Tracht noch selbst angefertigt werden, Stangenware war nicht verfügbar. Viele Vereine haben so im Laufe der Jahre andere Details der Miesbacher Tracht herausgearbeitet und geben diese innerhalb ihrer Gruppe vor.

## Leitlinie
Bei der Ausstattung der Tracht ist auf folgendes zu achten: Der Schmuck und Ausstattung wächst mit Alter und Ansehen, niemals umgekehrt.

## Bestandteile der Jungen- und Männertracht

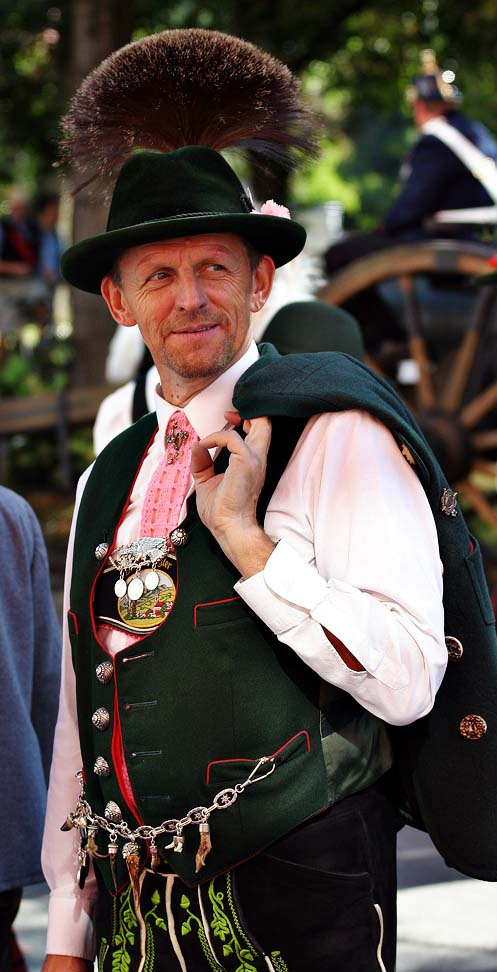
Miesbacher Männer-Tracht

### Hut
Der Miesbacher Scheibling basiert auf der Hutform der Melone. Er ist aus Hasenhaar hergestellt und bekommt durch langes Bürsten die typische Velours-Oberfläche. Es gibt auch eine Ausführung aus Wolle. Als Garnitur ist eine zwei- oder dreireihige Kordel vorgesehen. Der Hut wird oben, leicht nach vorne geneigt, eingedrückt. Der Hut eines Trachtlers darf niemals auf den Kopf eines Anderen geraten und einem Anderen niemals vom Kopf abgenommen werden.
Das Abnehmen eines anderen Hutes bedeutet eine Streiterklärung und endet meist in einer Rauferei. Weiterhin wird in den meisten Regionen nur zum Gruß entweder kurz angehoben (vor allem bei ehrwürdigen Personen, z. B. Geistlichkeit, oder aus Höflichkeit bei Frauen) oder man fasst sich kurz an die Krempe. Abgenommen wird der Hut nur zum Essen und bei Betreten des Gotteshauses und kirchlichen Festlichkeiten.

### Hutschmuck
Als Hutschmuck sind verschiedene Jagdtrophäen verbreitet. Je nach Vereinszugehörigkeit werden Gamsbärte, Spielhahnfedern, Roagaspitz (Flügelfeder des Orient-Schlangenhalsvogels). Ein Adlerflaum wird bei der in Miesbach selbst getragenen Tracht eigentlich nicht verwendet, ist in München und Umgebung aber weit verbreitet. Ist die Feder oder der Bart mit einer leichten Neigung nach vorne am Hut befestigt, will der Träger damit seine Bereitschaft zum Raufen signalisieren. Einige Formen des Hutschmuckes sind bereits dem Artenschutz zum Opfer gefallen. Des Weiteren sind auch Abzeichen und Ähnliches an den Hüten zu finden, wobei der Schmuck, wie bereits oben erwähnt, mit Alter und Ansehen wächst.

### Hemd
Das Originalhemd mit Steg in weißem aber auch elfenbeinfarbenem Leinen und Perlmuttknöpfen. Im Steg können die Initialen in gebrochener Schrift eingestickt sein.

### Krawatte
Häufig findet man die königsblaue Seidenkrawatte. Die Krawatte besteht aus einem einfachen Seidentuch mit den Abmessungen ca. 40 × 40 cm, das schrittweise zur Mitte hin gefaltet wird und dann mit Krawattennadel oder Hülse am Kragen gehalten wird. Zur Miesbacher Tracht können alternativ auch gehäkelte Bänder oder verschiedene Tücher getragen werden.
Angehörige einer Musikkapelle, die in der Miesbacher Tracht auftreten, verzichten sehr häufig komplett auf die Krawatte, damit bei Spielern von Blasinstrumenten die Atmung nicht behindert wird. Dies ist allerdings wiederum eine Gruppen- oder Vereinsentscheidung und wird von allen Musikern einheitlich umgesetzt; das heißt, auch die Trommler etc. gehen dann krawattenlos.

### Lederhose mit Hosenträger
Die Lederhose gibt es in sehr unterschiedlichen handwerklichen Ausführungen. Hand- oder maschinengestickte, Spalt- oder Hirschleder, maßgeschneidert oder von der Stange. Die Hose hat meist moosgrüne Auszier. Die Gestaltung der Auszier richtet sich meist nach sehr alten Vorlagen. Die Hose hat vorne einen Latz, wird an den Seiten mit Bandln geschnürt und besitzt eine Messertasche, auf der die Initialen eingestickt sein können. Als Nahtverzierungen gibt es einfachen Kreuzstich oder das S-Laubmuster. Schuhplattler haben oft dünnere Hosen um den Schlag lauter werden zu lassen.
Der Trägerriemen des Hosenträgers ist zwischen 2 und 3 cm breit, am Rücken gekreuzt (oft von einer Silberspange gehalten) und hat die Schließe über dem Taferl. Aufwändigere Taferl haben alte Stickereien oder Hornverzierungen.
In der kalten Jahreszeit wird in der sogenannten Halbtracht anstatt der kurzen Lederhose eine schwarz-grau-längsgestreifte Stoffhose getragen, die formal der politischen Amtskleidung um 1925 entliehen ist und entsprechend Stresemann genannt wird.

### Gilet (Weste)
Miesbacher Weste aus grünem oder lila Samt/Filz, rot eingefasst, Rücken aus schwarzer Seide, Schwalbentaschen (geschwungen) oder Kastentaschen und Silberknöpfe. Oben wird die Weste mit einer oder zwei silbernen Knopfketten geschlossen.

### Joppe
Miesbacher Joppe in Dunkelgrau, Hellgrau oder Graubraun. Die Joppe ist hinten nicht geschlitzt und hat keine grünen Filzapplikationen. Innen hat die Jacke ein gestreiftes Seidenfutter. Die Stickmuster entwarf der Künstler Raimund Jäger aus Miesbach.

### Strümpfe
Getragen werden dunkelgraue bis zum Knie reichende Wollsocken mit einem dunkelgrünen Umschlag und einer Ranke von der Ferse übers Wadl. Manche Strümpfe haben auch ein kariertes Muster im Umschlag. Um den Strumpf gegen Herunterrutschen zu sichern, wird er unter dem Umschlag entweder mit einem alten Schuhband oder mit einem Knopfgummi gesichert.
Angehörige einer Musikkapelle tragen häufig weiße Wollstrümpfe; wenn, dann aber einheitlich.

### Schuhe
Die Miesbacher Buamaschua haben im Absatz ein Eisen. Der Schuh ist aus schwarzem Leder, hat einen markanten, hohen Absatz, der hinten konvex zur Schuhmitte hin geschwungen ist. Um beim Plattln einen richtigen Stampfer auf den Holzboden zu setzen, sind die Schuhe am Absatz mit einem Eisenbeschlag in Hufeisenform versehen.

### Schmuck
Zusätzlich zu anderem Schmuck werden oft auch noch Broschen oder Nadeln an der Joppe getragen (meist Auszeichnungen vom Preisplattln oder sonstige Ehrungen). Sind diese nicht zu groß, können sie auch den Hut zieren. Zwischen den beiden äußersten vorderen Knöpfen der Lederhose wird manchmal ein Bierzipfel oder Schariwari, eine mit verschiedenen alten Münzen, Krallen, Hornschnitzereien oder Ähnlichem bestückte Kette getragen. Zur Miesbacher Tracht gehört eine silberne oder silberfarbene Taschenuhr mit Sprungdeckel. Eine Armbanduhr sollte zur Tracht nicht getragen werden.

### Messer
Beim Messer gibt es zwei verschiedene Möglichkeiten: Horn oder Goasfuas. Die Hornmesser sind meist mit Silber beschlagen oder mit Hornschnitzereien verziert. Der Goasfuas ist in Wirklichkeit meist ein Rehfuß, in den die Klinge eingearbeitet wurde.

### Abzeichen
Vereinsabzeichen, Ehrennadeln und sonstige Abzeichen werden an Hut oder Joppe getragen.

## Bestandteile der Frauen- und Mädchentracht

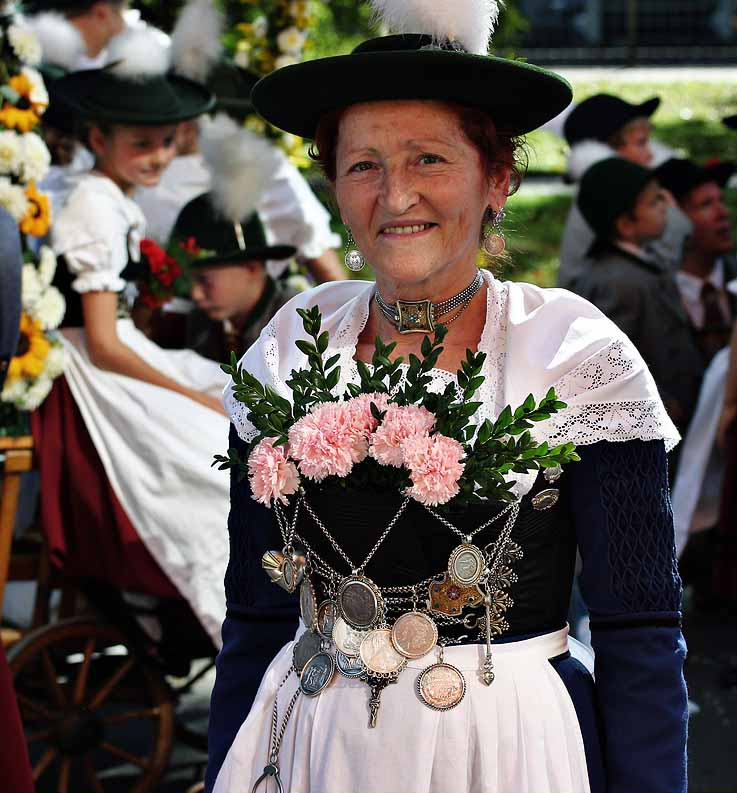
Miesbacher Frauen-Tracht

### Gewand
Zur Tracht der Dirndl und Frauen gehören das Leiblgwand bzw. Spenzergwand mit langem Arm mit gleichfarbigem Rock mit weißer Bluse und Schürze, weiße Seidenstrümpfe und schwarze Leder-Trachtenschuhe. Die typischen Farben für Rock und Mieder sind Blau oder Weinrot.
Das Miedergwand mit Seidenwäsche und Schnurhut wird in erster Linie von verheirateten Frauen, aber auch von jüngeren Frauen bei hohen kirchlichen Festen und besonderen Vereinsfesten getragen. Es besteht aus dem sogenannten Schalk mit einem schweren Mieder, dem zugehörigen wadenlangen Rock und weißer Schürze. Dazu werden schwarze Lederschuhe und schwarze Seidenstrümpfe getragen.

### Hut
Zur Miesbacher Mädchentracht wird meist der Miesbacher Trachtenhut getragen, außerhalb Miesbachs selbst oft mit Adlerflaum. Der Schnurhut, ein einfacher schwarzer Spitzhut mit goldfarbener Schnürung, wird von verheirateten Frauen und allgemein bei hohen kirchlichen Festen getragen.

### Schmuck
Wichtigster Schmuck der Dirndl und jüngeren Frauen ist das am Mieder mit langen Nadeln befestigte Geschnür, das aus einer ca. vier Meter langen Kette mit Talern und mit einem Vorstecher als Abschluss besteht. Zum Schmuck gehören neben dem obligatorischen Hutschmuck eine mehrreihige Halskette („Kropfkette“) sowie Haarschmuck und Ohrringe. An Festtagen wird auch Blumenschmuck getragen. Zum Accessoire gehören noch ein Weidenkörberl und ein Regenschirm.